# Makatea
Makatea – wyspa na Oceanie Spokojnym, koralowy atol, w archipelagu Tuamotu w Polinezji Francuskiej.

## Historia
Wyspa została odkryta przez holenderskiego żeglarza i odkrywcę Jakoba Roggeveena w roku 1722. Odkrywca nadał jej nazwę Aurora. W późniejszym okresie wyspa została przez miejscowych Polinezyjczyków przemianowana na Papa Tea (Biała Skała – nawiązując do występujących tu złóż fosforytów).

## Ludność
Powierzchnia wyspy wynosi 25 km², zamieszkuje ją 94 stałych mieszkańców (2002).
Lokalnym ośrodkiem administracji francuskiej jest wieś Moumu na wschodnim wybrzeżu wyspy. Od roku 1964 rejestruje się ciągły spadek liczby ludności wyspy, powiązany ze wstrzymaniem wydobycia fosforytów. Znajdują się tu również dwie opuszczone i wyludnione wioski: Vaitepaua i Temao (dawny port z którego wywożono wydobyte na wyspie fosforyty). Wyspa stanowi część gminy zbiorowej („Commune associée“) Rangiroa, w skład której wchodzą jeszcze trzy inne atole koralowe. Podstawowym zajęciem mieszkańców jest uprawa kopry i rybołówstwo.